# Juramento del Samán de Güere

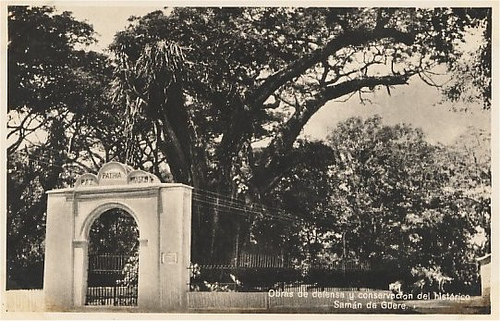
Samán de Güere.

El Juramento del Samán de Güere fue el compromiso realizado clandestinamente por todos los miembros oficiales del Movimiento Bolivariano Revolucionario - 200 (MBR-200) que ingresaron antes del año 1992.

## Juramento
Está basado en el juramento que realizó el Libertador Simón Bolívar en el Monte Sacro.Su texto dice:

"Juro por el Dios de mis padres,
Juro por mi Patria,
Juro por mi Honor,
que no daré tranquilidad a mi alma,
ni descanso a mi brazo,
hasta no ver rotas las cadenas
que oprimen a mi pueblo
por voluntad de los poderosos
Elección Popular
tierras y hombres libres
horror a la Oligarquía".

El juramentado debía ser postulado por un miembro activo y éste era presentado al Directorio General del MBR-200, el cual decidía si era aceptado. De serlo, el candidato era presentado ante el Samán de Güere -si era posible- de lo contrario se presentaba al candidato ante el Directorio, se hacía el Juramento y luego un brindis. En los meses anteriores al golpe militar de 1992 se dejó de hacer el juramento y el candidato pasó a ingresar directamente.[cita requerida]